# Ioannis Kalampokis
Ioannis Kalampokis, En Griego:Γιάννης Καλαμπόκης , (nacido el 15 de agosto de 1978 en Peristeri, Grecia) es un jugador de baloncesto griego. Con 1.96 de estatura, su puesto natural en la cancha es el de escolta y el de base.

## Trayectoria
- Paleo Faliro (1999-2003)
- Olympiacos BC (2003-2005)
- AEK Atenas BC (2005-2006)
- PAOK Salónica BC (2006-2007)
- Panionios BC (2007-2009)
- Pallacanestro Treviso (2009)
- Panionios BC (2009-2010)
- Ikaros Esperos (2010-2011)
- PAOK Salónica BC (2011-2012)
- ALBA Berlín (2012)
- Kolossos Rodou BC (2012-2013)
- Rethymno BC (2013-2015)
- Nea Kifisia B. C. (2015- )